# Río Olimar
Der Río Olimar ist ein Fluss in Uruguay.
Der etwa 140 Kilometer lange Fluss entspringt in der Cuchilla Grande im Westen des Departamentos Treinta y Tres südwestlich der Ortschaft Esperanza und westlich von Santa Clara de Olimar. Von dort fließt er in West-Ost-Richtung bis zu seiner Mündung in den Río Cebollatí, dessen wichtigsten Nebenfluss er bildet. Auf seinem Weg wird er sowohl vom Río Olimar Chico als auch dem Arroyo Yerbal Grande gespeist. 
Die Größe seines Einzugsgebiets beträgt 5.320 km².

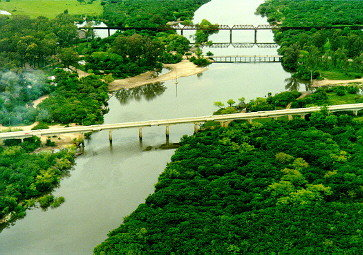
Parque del Río Olimar